# Das Lied der Matrosen
Das Lied der Matrosen ist ein deutscher Spielfilm der DEFA von Kurt Maetzig und Günter Reisch aus dem Jahr 1958.

## Handlung
Herbst 1917: Als die Matrosen Albin Köbis und Max Reichpietsch wegen Aufwiegelung zur Befehlsverweigerung und zu Massenstreiks zum Tode verurteilt und erschossen werden sollen, weigern sich die dafür abkommandierten Matrosen der Friedrich der Große, den Befehl auszuführen, da sie nicht auf ihre eigenen Männer schießen wollen. Maschinist Erich Steigert, der diesen Entschluss laut ausspricht, wird verhaftet. Erst nach mehrmaligem Verweigern durch andere Truppen werden Köbis und Reichpietsch schließlich von Soldaten hingerichtet.
Die SMS Friedrich der Große befindet sich wenig später auf See. In Russland war die Revolution der Arbeiter erfolgreich und die Matrosen an Bord beginnen, die Revolution im eigenen Land zu planen. Als der deutsche Frachter einen russischen angreifen soll, stellt sich bald heraus, dass das Frachtschiff einen Motorschaden hat. Einige Matrosen werden mit ihren Vorgesetzten zu Reparaturarbeiten auf den Frachter gebracht, reparieren das Schiff und entwaffnen schließlich die deutschen Offiziere. Maschinist Henne Lobke und Heizer Jens Kasten freunden sich mit den Russen an, doch wird ihre Verbrüderung an Land jäh unterbrochen. Deutsche eröffnen das Feuer auf die Männer und Henne wird angeschossen. Er kommt ins Krankenhaus nach Schwerin, wobei Jens an seiner Seite bleibt. Henne verliebt sich in die junge Anna, die verspricht, später nach Kiel nachzukommen.
In Kiel geben Henne und Jens vor, aus russischer Kriegsgefangenschaft geflohen zu sein. Sie werden für ihre Tapferkeit ausgezeichnet. Unterdessen hat sich die Lage in Kiel zugespitzt. Obwohl der Erste Weltkrieg verloren ist, beschließt die Admiralität, die gesamte deutsche Flotte gen England auslaufen zu lassen und damit sämtliche Männer dem Tod preiszugeben. Während Henne, Jens, aber vor allem der erfahrene Oberheizer August Lenz, nun den Aufstand vorbereiten wollen, geht es anderen Matrosen, darunter dem jungen Funker Batuschek, nicht schnell genug. Henne reist nach Berlin, um die Unterstützung Karl Liebknechts zu erhalten. Obwohl diese ausbleibt, täuscht Batuschek Einigkeit vor. Auf See bricht der Aufstand, geführt von Lenz, aus. Die Matrosen besetzen die SMS Friedrich der Große, doch gelingt es den Generälen bald, Uneinigkeit zwischen den Matrosen zu erzeugen, zumal Lenz erkennt, dass Batuschek gelogen hat. Obwohl die Generäle Straffreiheit für die Aufständischen versprechen, werden sämtliche Matrosen an Land festgenommen.
Der zweifelnde Jupp, dessen Mutter mit Lenz liiert ist und der in der Arrestanstalt als Maulwurf für die Matrosen arbeitet, wird nun aktiv. Er druckt Handzettel mit Streik- und Protestaufrufen, die in der ganzen Stadt verteilt werden. Die Arbeiter versammeln sich, angeführt vom geflohenen Batuschek, und es kommt zum Marsch von Tausenden auf die Kieler Arrestanstalt. Auch die hochschwangere Anna ist eher zufällig dabei. Als die Soldaten vor der Anstalt das Feuer auf die Protestierenden eröffnen, wird Jupps Mutter getötet. Anna wiederum spürt, dass die Geburt ihres Kindes unmittelbar bevorsteht. Jupp schleust sie in die Arrestanstalt ein, wo Anna ihr Kind zur Welt bringt.
Bei einem zweiten Angriff der Matrosen und Arbeiter wird die Anstalt gestürmt. Sämtliche Gefangenen werden befreit und die Offiziere inhaftiert. Die Aufständischen haben scheinbar gesiegt. Nachts jedoch erscheint ein Vertreter der USPD, um den Aufständischen mitzuteilen, dass unter anderem der SPD-Politiker Gustav Noske und der Überläufer Wandres fortan ihre Interessen vertreten werden. Die Männer um Lenz und Steigert sind entsetzt, zumal auf offizielle Anweisung hin auch alle Offiziere freigelassen werden. Die Matrosen wollen sich nun eine Festung bauen, die niemand anderes einnehmen kann: eine eigene Partei.
Kurze Zeit später sind Hennes und Jupp in Berlin. Jupp ist abgemustert und will sich nicht mehr in der Revolution engagieren, da er glaubt, dass die Matrosen verloren haben. Henne denkt weiter und sieht die eigene Partei der Arbeiter als Fortschritt an. Als sie sich verabschieden, lässt der hasserfüllte Soldat Schuckert auf sie schießen. Henne stirbt. Jupp entdeckt bei ihm die Delegiertenkarte zum Gründungsparteitag der KPD. Er nimmt sie an sich und findet sich später auf dem Parteitag wieder – mit Ludwig Batuschek, Anna, Erich Steigert, August Lenz und Jens Kasten.

## Produktion
Das Lied der Matrosen entstand unter dem Arbeitstitel Lied von den sieben Matrosen. Er wurde als Auftragsproduktion der DDR realisiert, so musste sich die DEFA verpflichten, den Film bis zum 40. Jahrestag der Novemberrevolution fertigzustellen, wobei zentrales Thema der Kieler Matrosenaufstand wurde. Der Film entstand „unter enormem Zeitdruck“ mit zwei verschiedenen Aufnahmestäben: Während Regisseur Kurt Maetzig die Szenen um die Offiziere und Admiräle drehte, kümmerte sich Regisseur Reisch um die Szenen rund um die Matrosen. Einzelne Handlungsstränge werden durch ein von Karl-Heinz Weichert gesungenes Lied erzählt oder verbunden.
Szenen, die im Film in Kiel spielen, wurden in Görlitz gedreht. Andere Szenen entstanden in Rostock und Warnemünde. Zeitweise waren bis zu 15.000 Statisten am Dreh beteiligt. Die Dreharbeiten wurden Ende September 1958 beendet.
Der Film erlebte am 9. November 1958 in der Berliner Werner-Seelenbinder-Halle seine Premiere. Anlass war ein Festakt des Zentralkomitees der SED, des Ministerrats der DDR und des Nationalrats der Nationalen Front.

## Kritik
Die zeitgenössische Kritik der DDR nannte Das Lied der Matrosen 1958 „eine gewichtige Waffe im politischen Kampf unserer Tage“, da er „von der Kraft des Proletariats berichtet, weil er uns aus Fehlern lernen läßt“. Karl-Eduard von Schnitzler lobte im Filmspiegel die Kameraarbeit von Joachim Hasler und Otto Merz, da beide Kameraleute „neue Wege gegangen“ seien und „kühne und ungewöhnliche Bildkompositionen und Kamerabewegungen“ gefunden hätten.
Der Spiegel schrieb anlässlich der Dreharbeiten süffisant:

„[Die Drehbuchautoren] Wiens und Egel verfertigten ein Exposé, in dem sie die revolutionäre Phase aus der Lebensgeschichte von sieben meuternden Matrosen in balladesker Form derart dichterisch verklärten, daß aus den Rebellen von 1918 Vorboten der ‚Deutschen Demokratischen Republik‘ werden.
Vor allem aber war das Autorenpaar bestrebt, in seiner Revolutionsdarstellung die Aktionen der Spartakisten zu glamourisieren, denen sich 1918 auch der sächsische Tischlergeselle Walter Ulbricht angeschlossen hatte. Allein die Spartakisten hätten nämlich nach Auffassung des Ex-Spartakus-Bündlers Ulbricht vermocht, eine vollkommene sozialistische Revolution im Sinne der Bolschewiki zu machen, wären ihre Bemühungen damals nicht durch die Umtriebe der opportunistischen SPD vereitelt worden.“

Andere Kritiker schrieben 1994, der Film sei „immer dann eindrucksvoll, wenn seine Autoren konkrete Lebensbedingungen beschreiben: etwa die miserable Verpflegung auf den Kriegsschiffen. Ansonsten bleibt der Film dem Kanon der Zeit verhaftet: entgegen der historischen Wahrheit stilisiert er den Matrosenaufstand zur kleinen Oktoberrevolution und überbetont die Rolle des Spartakusbundes.“
Für den film-dienst war Das Lied der Matrosen „sorgfältig in der Gestaltung, aber hölzern-plakativ in der Umsetzung der offenkundigen agitatorischen Absichten.“
Der Evangelische Filmbeobachter zog folgendes Fazit: „Die geschichtlichen Ereignisse werden zu pathetischer klassenkämpferischer Agitation benutzt. Immerhin sind einige gute Massenszenen zu besichtigen. Für filmhistorisch Interessierte ab 16.“

## Auszeichnung
Das Lied der Matrosen wurde 1959 auf dem Moskauer Filmfestival mit dem Diplom des sowjetischen Friedenskomitees ausgezeichnet.